# Dolores Claiborne (film)
Dolores Claiborne är en amerikansk film från 1995, i regi av Taylor Hackford och baserad på Stephen Kings roman från 1993 med samma titel. Huvudrollerna i filmen spelas av Kathy Bates och Jennifer Jason Leigh.

## Handling
Den gamla damen Vera Donovan hittas död och hennes inneboende hushållerska Dolores Claiborne anhålls för mordet. Dolores dotter Selena återvänder motvilligt till hemstaden för att hjälpa sin mor. Veras död väcker en mängd förtryckta känslor och minnen till liv. Baserad på en bok av Stephen King.

## Rollista (urval)
- Kathy Bates - Dolores Claiborne
- Jennifer Jason Leigh - Selena St. George
- Judy Parfitt - Vera Donovan
- Christopher Plummer - John Mackey, polis
- David Strathairn - Joe St. George
- Eric Bogosian - Peter
- John C. Reilly - Const. Frank Stamshaw
- Ellen Muth - Selena, som ung